# Morassina

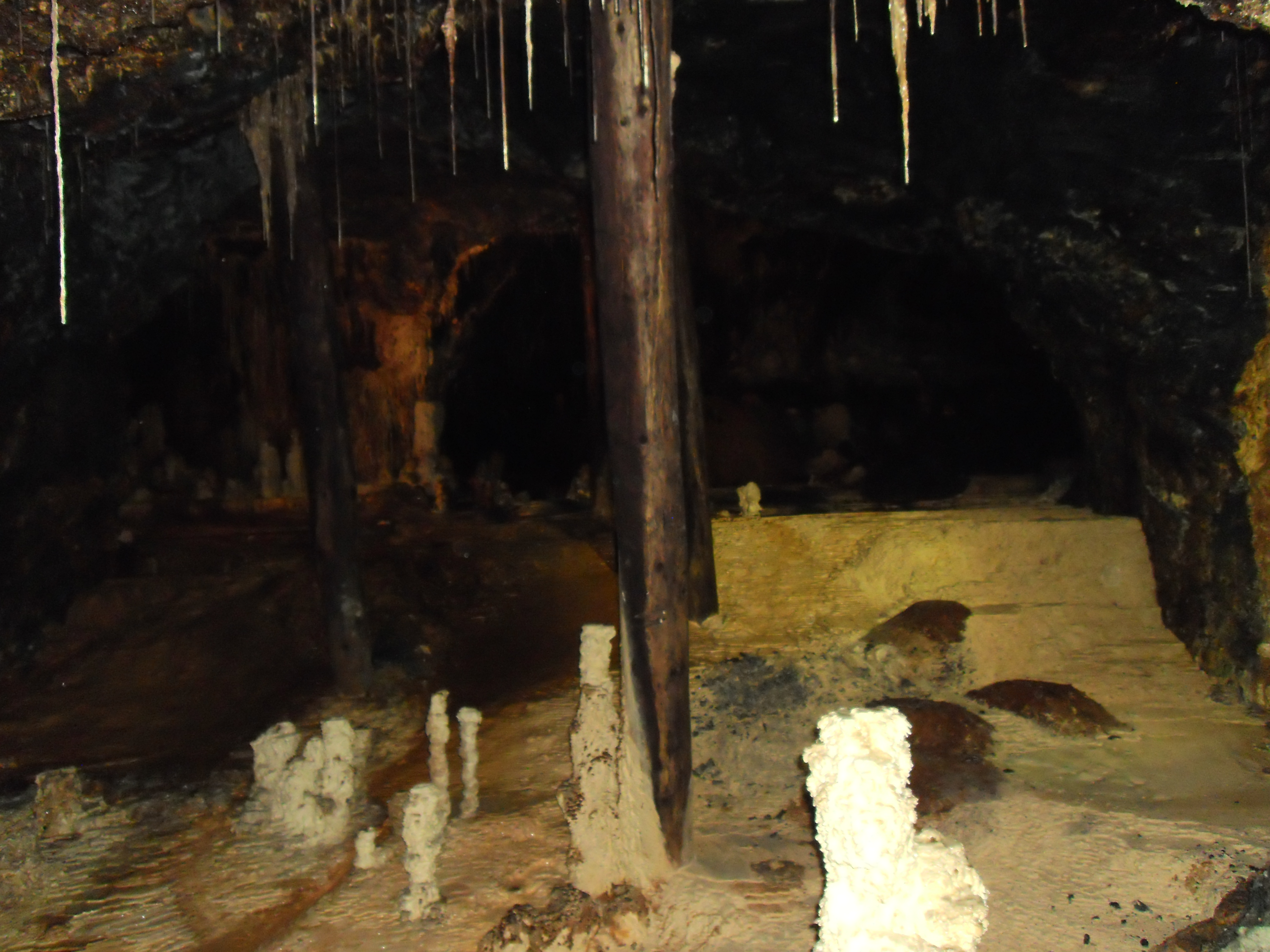
Estalactitas de la mina

Morassina es una mina inactiva en Schmiedefeld, Alemania. Es hoy en día un atractivo turístico debido a sus estalactitas.

## Historia
La primera mención registrada de la mina data de 1683, como fuente de alumbre, hierro y vitriolo (sulfatos), azufre y arcilla de colores. Los colores de las estalactitas son producidos por los minerales de la mina.  En 1717, el comerciante Johann Leonard Morassi compró la mina y la llamó Morassina. En 1750, la empresa comercial Frege de Leipzig compró la mina y se hizo extremadamente rico con ella. Sin embargo, el mercado se hundió después de que se introdujeran métodos químicos para sintetizar alumbre y ácido sulfúrico alrededor de 1850. La mina no se trabajó después de 1860, y fue cerrada y olvidada. En 1851, los mineros que buscaban uranio la redescubrieron, pero debido a su ubicación cerca de la frontera interior alemana, las autoridades de Alemania Oriental se negaron hasta 1998 a permitir que se abriera a los visitantes. Finalmente fue inaugurada en 1993. Hay un museo de minería (inaugurado en 1995) y el spa (inaugurado en 1997); Se ofrecen allí curas con radio.